# Pitcairnia pomacochae
Pitcairnia pomacochae är en gräsväxtart som beskrevs av Werner Rauh. Pitcairnia pomacochae ingår i släktet Pitcairnia och familjen Bromeliaceae.
Artens utbredningsområde är Peru. Inga underarter finns listade i Catalogue of Life.